# Rivo Vesik
Rivo Vesik (* 15. Juli 1980 in Pärnu) ist ein ehemaliger estnischer Volleyball– und Beachvolleyballspieler. Er wurde in der Halle drei Mal Meister seines Heimatlandes.

## Karriere
Vesik spielte 2002 in Mallorca sein erstes internationales Turnier mit seinem langjährigen Partner Kristjan Kais an. Zwei Jahre später belegte das Duo bei der Europameisterschaft 2004 den 19. Rang. Bei der Weltmeisterschaft 2005 belegten sie nach Niederlagen gegen die späteren WM-Dritten Julius Brink und Kjell Schneider (1:2) und den neuen Titelträgern Márcio Araújo und Fábio Luiz den fünften Platz. Nachdem sie 2006 bei der EM in Den Haag erneut einem deutschen Duo (Klemperer/Schneider) unterlegen waren, wiederholten sie ihr WM-Ergebnis 2007 in Gstaad. Vorher hatten sie das Open-Turnier in Zagreb gewonnen. Kurz darauf verpassten sie bei der EM in Valencia mit einer Dreisatz-Niederlage gegen David Klemperer und Eric Koreng knapp eine Medaille.
2008 nahmen Kais/Vesik am olympischen Turnier in Peking teil, wo sie jedoch nicht über die Gruppenphase hinauskamen. Bei der Weltmeisterschaft 2009 erreichten sie das Achtelfinale, wo es wieder eine Niederlage gegen Klemperer/Koreng gab. Die anschließende Europameisterschaft in Sotschi mit dem Aus in der Vorrunde war der letzte gemeinsame Auftritt des estnischen Duos.
Von 2010 bis Mai 2012 spielte Vesik mit Karl Jaani. Bei der Weltmeisterschaft 2011 unterlagen Vesik/Jaani den Titelverteidigern Julius Brink und Jonas Reckermann in der ersten Hauptrunde. Von Juni 2012 bis 2015 war Kristo Kollo Vesiks Partner.